# Mistrzostwa Świata Juniorów w Hokeju na Lodzie 2020/III Dywizja
Mistrzostwa Świata Juniorów w Hokeju na Lodzie III Dywizji 2020 rozegrane zostały w dniach 13-19 stycznia 2020.
Do mistrzostw III Dywizji przystąpiło 8 zespołów. Gospodarzem imprezy była Bułgaria (Sofia). Utworzone zostały dwie grupy, reprezentacje rywalizowały systemem każdy z każdym. Następnie rozegrane zostały półfinały i zwycięzcy tych meczów walczyli o mistrzostwo świata juniorów III dywizji. Triumfator meczu zagra za rok w mistrzostwach świata juniorów drugiej dywizji w 2021.
Hala, w których przeprowadzone zostały zawody:
- Zimowy Pałac Sportu w Sofii

## Grupa A
Tabela
| Lp. | Zespół        | M | Pkt | Z | Zd | Pd | P | G+ | G- | +/− |
| --- | ------------- | - | --- | - | -- | -- | - | -- | -- | --- |
| 1   | Islandia      | 3 | 9   | 3 | 0  | 0  | 0 | 19 | 6  | +13 |
| 2   | Meksyk        | 3 | 6   | 2 | 0  | 0  | 1 | 12 | 7  | +5  |
| 3   | Bułgaria      | 3 | 3   | 1 | 0  | 0  | 2 | 8  | 11 | -3  |
| 4   | Nowa Zelandia | 3 | 0   | 0 | 0  | 0  | 3 | 3  | 18 | -15 |

    = awans do półfinału     = udział w meczach o miejsca 5-8
Wyniki
| 13 stycznia 2020 | Meksyk | 5:0 | Nowa Zelandia | Zimowy Pałac Sportu, Sofia |

| Szczegóły      | Szczegóły                                                                                        | Szczegóły       | Szczegóły   | Szczegóły                                                                                 |
| -------------- | ------------------------------------------------------------------------------------------------ | --------------- | ----------- | ----------------------------------------------------------------------------------------- |
| Godzina: 17:00 | G. Hagerman (PP) 09:59 B. Dunn (EQ) 28:55 B. Dunn (EQ) 30:28 R. Sánchez 45:38 B. Dunn (EQ) 49:09 | (1:0, 2:0, 2:0) |             | Widzów: 115 Sędzia główny: Liu Jiaqi Sędziowie liniowi: Barna Kis-Király Wasilij Wasiliew |
| Godzina: 17:00 | 18 min. kar                                                                                      |                 | 10 min. kar | Widzów: 115 Sędzia główny: Liu Jiaqi Sędziowie liniowi: Barna Kis-Király Wasilij Wasiliew |

| 13 stycznia 2020 | Bułgaria | 3:4 | Islandia | Zimowy Pałac Sportu, Sofia |

| Szczegóły      | Szczegóły                                                               | Szczegóły       | Szczegóły                                                                                   | Szczegóły                                                                              |
| -------------- | ----------------------------------------------------------------------- | --------------- | ------------------------------------------------------------------------------------------- | -------------------------------------------------------------------------------------- |
| Godzina: 20:30 | M. Wasiljew (EQ) 08:27 M. Wasiljew (PP) – 41:12 / K. Waczkow (EA) 59:42 | (1:1, 0:2, 2:1) | 17:37 (EQ) H. Magnússon 26:04 (EQ) S. Atlason 36:03 (EQ) K. Árnason 59:59 (EQ) U. Rúnarsson | Widzów: 760 Sędzia główny: Anton Gofman Sędziowie liniowi: Arciom Łabzau Graham Rodger |
| Godzina: 20:30 | 8 min. kar                                                              |                 | 10 min. kar                                                                                 | Widzów: 760 Sędzia główny: Anton Gofman Sędziowie liniowi: Arciom Łabzau Graham Rodger |

| 14 stycznia 2020 | Islandia | 5:2 | Meksyk | Zimowy Pałac Sportu, Sofia |

| Szczegóły      | Szczegóły | Szczegóły       | Szczegóły                                 | Szczegóły                                                                                |
| -------------- | --- | --------------- | ----------------------------------------- | ---------------------------------------------------------------------------------------- |
| Godzina: 17:00 | S. Atlason (EQ) 12:19 A. Orongan (EQ) 20:19 G. Arason (EQ) 28:51 A. Sveinsson (PP) 29:52 H. Kristveigarson (EN) 59:49 | (1:0, 3:2, 1:0) | 31:06 (EQ) M. Rullan 39:52 (EQ) F. Olvera | Widzów: 110 Sędzia główny: Sakari Suominen Sędziowie liniowi: Imre Fehér Kirił Pejczinow |
| Godzina: 17:00 | 20 min. kar |                 | 28 min. kar                               | Widzów: 110 Sędzia główny: Sakari Suominen Sędziowie liniowi: Imre Fehér Kirił Pejczinow |

| 14 stycznia 2020 | Bułgaria | 3:2 | Nowa Zelandia | Zimowy Pałac Sportu, Sofia |

| Szczegóły      | Szczegóły                                                        | Szczegóły       | Szczegóły                                    | Szczegóły                                                                                                 |
| -------------- | ---------------------------------------------------------------- | --------------- | -------------------------------------------- | --- |
| Godzina: 20:30 | M. Wasiljew (EQ) 21:50 M. Iwanow (EQ) 25:36 A. Dżorow (EQ) 44:54 | (0:0, 2:1, 1:1) | 35:25 (EQ) J. Robbie 41:19 (EQ) R. Martinoli | Widzów: 850 Sędzia główny: Levente Szilárd Sikó Sędziowie liniowi: Christoph Barnthaler Sæmundur Leifsson |
| Godzina: 20:30 | 20 min. kar                                                      |                 | 33 min. kar                                  | Widzów: 850 Sędzia główny: Levente Szilárd Sikó Sędziowie liniowi: Christoph Barnthaler Sæmundur Leifsson |

| 16 stycznia 2020 | Nowa Zelandia | 1:10 | Islandia | Zimowy Pałac Sportu, Sofia |

| Szczegóły      | Szczegóły           | Szczegóły       | Szczegóły | Szczegóły                                                                                    |
| -------------- | ------------------- | --------------- | --- | -------------------------------------------------------------------------------------------- |
| Godzina: 13:30 | S. Audas (EQ) 02:02 | (1:4, 0:2, 0:4) | 04:35 (EQ) H. Kristveigarson 06:08 (SH2) A. Orongan 14:13 (PP) A. Sveinsson 19:39 (EQ) A. Orongan 20:49 (EQ) A. Orongan 33:05 (EQ) H. Skulason 47:02 (EQ) E. Grant 49:24 (EQ) H. Kristveigarson 49:52 (EQ) U. Rúnarsson 58:26 (EQ) V. Arason | Widzów: 65 Sędzia główny: Kent Unwin Sędziowie liniowi: Christoph Barnthaler Kirił Pejczinow |
| Godzina: 13:30 | 8 min. kar          |                 | 20 min. kar | Widzów: 65 Sędzia główny: Kent Unwin Sędziowie liniowi: Christoph Barnthaler Kirił Pejczinow |

| 16 stycznia 2020 | Meksyk | 5:2 | Bułgaria | Zimowy Pałac Sportu, Sofia |

| Szczegóły      | Szczegóły | Szczegóły       | Szczegóły                                  | Szczegóły                                                                                |
| -------------- | --- | --------------- | ------------------------------------------ | ---------------------------------------------------------------------------------------- |
| Godzina: 20:30 | B. Linares (PP) 16:41 R. Sanchez (EQ) 27:46 G. Hagerman (EA) 31:02 M. Rullan (EQ) 35:25 S. Esteban (EQ) 46:11 | (1:0, 3:0, 1:2) | 50:16 (EA) S. Cicełkow 52:08 (EQ) M. Nakow | Widzów: 920 Sędzia główny: Patrick Gruber Sędziowie liniowi: Gao Yinfeng Stef Oosterling |
| Godzina: 20:30 | 16 min. kar                                                                                                   |                 | 22 min. kar                                | Widzów: 920 Sędzia główny: Patrick Gruber Sędziowie liniowi: Gao Yinfeng Stef Oosterling |

## Grupa B
Tabela
| Lp. | Zespół            | M | Pkt | Z | Zd | Pd | P | G+ | G- | +/− |
| --- | ----------------- | - | --- | - | -- | -- | - | -- | -- | --- |
| 1   | Australia         | 3 | 9   | 3 | 0  | 0  | 0 | 14 | 3  | +11 |
| 2   | Turcja            | 3 | 6   | 2 | 0  | 0  | 1 | 11 | 4  | +7  |
| 3   | Południowa Afryka | 3 | 3   | 1 | 0  | 0  | 2 | 7  | 15 | -8  |
| 4   | Chińskie Tajpej   | 3 | 0   | 0 | 0  | 0  | 3 | 3  | 13 | -10 |

    = awans do półfinału     = udział w meczach o miejsca 5-8
Wyniki
| 13 stycznia 2020 | Turcja | 3:0 | Chińskie Tajpej | Zimowy Pałac Sportu, Sofia |

| Szczegóły      | Szczegóły                                                   | Szczegóły       | Szczegóły   | Szczegóły                                                                                               |
| -------------- | ----------------------------------------------------------- | --------------- | ----------- | --- |
| Godzina: 10:00 | M. Turan (EQ) 11:10 T. Turut (PP) 15:05 F. Afşin (EQ) 20:54 | (2:0, 1:0, 0:0) |             | Widzów: 120 Sędzia główny: Levente Szilárd Sikó Sędziowie liniowi: Christoph Barnthaler Kirił Pejczinow |
| Godzina: 10:00 | 0 min. kar                                                  |                 | 14 min. kar | Widzów: 120 Sędzia główny: Levente Szilárd Sikó Sędziowie liniowi: Christoph Barnthaler Kirił Pejczinow |

| 13 stycznia 2020 | Australia | 6:1 | Południowa Afryka | Zimowy Pałac Sportu, Sofia |

| Szczegóły      | Szczegóły   | Szczegóły       | Szczegóły   | Szczegóły                                                                                  |
| -------------- | ----------- | --------------- | ----------- | ------------------------------------------------------------------------------------------ |
| Godzina: 13:30 |             | (0:1, 5:0, 1:0) |             | Widzów: 125 Sędzia główny: Sakari Suominen Sędziowie liniowi: Imre Fehér Sæmundur Leifsson |
| Godzina: 13:30 | 14 min. kar |                 | 12 min. kar | Widzów: 125 Sędzia główny: Sakari Suominen Sędziowie liniowi: Imre Fehér Sæmundur Leifsson |

| 14 stycznia 2020 | Turcja | 6:1 | Południowa Afryka | Zimowy Pałac Sportu, Sofia |

| Szczegóły      | Szczegóły  | Szczegóły       | Szczegóły   | Szczegóły                                                                           |
| -------------- | ---------- | --------------- | ----------- | ----------------------------------------------------------------------------------- |
| Godzina: 10:00 |            | (2:0, 1:0, 3:1) |             | Widzów: 95 Sędzia główny: Kent Unwin Sędziowie liniowi: Gao Yinfeng Stef Oosterling |
| Godzina: 10:00 | 8 min. kar |                 | 32 min. kar | Widzów: 95 Sędzia główny: Kent Unwin Sędziowie liniowi: Gao Yinfeng Stef Oosterling |

| 14 stycznia 2020 | Chińskie Tajpej | 0:5 | Australia | Zimowy Pałac Sportu, Sofia |

| Szczegóły      | Szczegóły   | Szczegóły       | Szczegóły   | Szczegóły                                                                                  |
| -------------- | ----------- | --------------- | ----------- | ------------------------------------------------------------------------------------------ |
| Godzina: 13:30 |             | (0:0, 0:4, 0:1) |             | Widzów: 85 Sędzia główny: Patrick Gruber Sędziowie liniowi: Arciom Łabzau Wasilij Wasiliew |
| Godzina: 13:30 | 20 min. kar |                 | 26 min. kar | Widzów: 85 Sędzia główny: Patrick Gruber Sędziowie liniowi: Arciom Łabzau Wasilij Wasiliew |

| 16 stycznia 2020 | Południowa Afryka | 5:3 | Chińskie Tajpej | Zimowy Pałac Sportu, Sofia |

| Szczegóły      | Szczegóły   | Szczegóły       | Szczegóły  | Szczegóły                                                                                   |
| -------------- | ----------- | --------------- | ---------- | ------------------------------------------------------------------------------------------- |
| Godzina: 10:00 |             | (0:0, 2:2, 3:1) |            | Widzów: 60 Sędzia główny: Anton Gofman Sędziowie liniowi: Barna Kis-Király Wasilij Wasiliew |
| Godzina: 10:00 | 34 min. kar |                 | 6 min. kar | Widzów: 60 Sędzia główny: Anton Gofman Sędziowie liniowi: Barna Kis-Király Wasilij Wasiliew |

| 16 stycznia 2020 | Australia | 3:2 | Turcja | Zimowy Pałac Sportu, Sofia |

| Szczegóły      | Szczegóły   | Szczegóły       | Szczegóły  | Szczegóły                                                                               |
| -------------- | ----------- | --------------- | ---------- | --------------------------------------------------------------------------------------- |
| Godzina: 17:00 |             | (0:1, 3:0, 0:1) |            | Widzów: 105 Sędzia główny: Liu Jiaqi Sędziowie liniowi: Sæmundur Leifsson Graham Rodger |
| Godzina: 17:00 | 12 min. kar |                 | 6 min. kar | Widzów: 105 Sędzia główny: Liu Jiaqi Sędziowie liniowi: Sæmundur Leifsson Graham Rodger |

## Faza pucharowa
Mecze o miejsca 5-8
| 18 stycznia 2020 | Bułgaria | 8:1 | Chińskie Tajpej | Zimowy Pałac Sportu, Sofia |

| Szczegóły      | Szczegóły  | Szczegóły       | Szczegóły   | Szczegóły                                                                              |
| -------------- | ---------- | --------------- | ----------- | -------------------------------------------------------------------------------------- |
| Godzina: 10:00 |            | (2:1, 1:0, 5:0) |             | Widzów: 450 Sędzia główny: Sakari Suominen Sędziowie liniowi: Imre Fehér Arciom Łabzau |
| Godzina: 10:00 | 8 min. kar |                 | 12 min. kar | Widzów: 450 Sędzia główny: Sakari Suominen Sędziowie liniowi: Imre Fehér Arciom Łabzau |

| 18 stycznia 2020 | Południowa Afryka | 1:2 | Nowa Zelandia | Zimowy Pałac Sportu, Sofia |

| Szczegóły      | Szczegóły  | Szczegóły       | Szczegóły  | Szczegóły                                                                                  |
| -------------- | ---------- | --------------- | ---------- | ------------------------------------------------------------------------------------------ |
| Godzina: 13:30 |            | (1:1, 0:0, 0:1) |            | Widzów: 75 Sędzia główny: Anton Gofman Sędziowie liniowi: Kirił Pejczinow Wasilij Wasiliew |
| Godzina: 13:30 | 2 min. kar |                 | 8 min. kar | Widzów: 75 Sędzia główny: Anton Gofman Sędziowie liniowi: Kirił Pejczinow Wasilij Wasiliew |

Półfinały
| 18 stycznia 2020 | Australia | 8:3 | Meksyk | Zimowy Pałac Sportu, Sofia |

| Szczegóły      | Szczegóły   | Szczegóły       | Szczegóły   | Szczegóły                                                                                       |
| -------------- | ----------- | --------------- | ----------- | ----------------------------------------------------------------------------------------------- |
| Godzina: 17:00 |             | (3:2, 3:0, 2:1) |             | Widzów: 81 Sędzia główny: Levente Szilárd Sikó Sędziowie liniowi: Stef Oosterling Graham Rodger |
| Godzina: 17:00 | 12 min. kar |                 | 22 min. kar | Widzów: 81 Sędzia główny: Levente Szilárd Sikó Sędziowie liniowi: Stef Oosterling Graham Rodger |

| 18 stycznia 2020 | Islandia | 5:2 | Turcja | Zimowy Pałac Sportu, Sofia |

| Szczegóły      | Szczegóły  | Szczegóły       | Szczegóły  | Szczegóły                                                                                |
| -------------- | ---------- | --------------- | ---------- | ---------------------------------------------------------------------------------------- |
| Godzina: 20:30 |            | (1:1, 4:0, 0:1) |            | Widzów: 95 Sędzia główny: Patrick Gruber Sędziowie liniowi: Gao Yinfeng Barna Kis-Király |
| Godzina: 20:30 | 8 min. kar |                 | 6 min. kar | Widzów: 95 Sędzia główny: Patrick Gruber Sędziowie liniowi: Gao Yinfeng Barna Kis-Király |

Mecz o siódme miejsce
| 19 stycznia 2020 | Południowa Afryka | 4:5 pd. | Chińskie Tajpej | Zimowy Pałac Sportu, Sofia |

| Szczegóły      | Szczegóły   | Szczegóły            | Szczegóły   | Szczegóły                                                                            |
| -------------- | ----------- | -------------------- | ----------- | ------------------------------------------------------------------------------------ |
| Godzina: 10:00 |             | (0:1, 2:1, 2:2, 0:1) |             | Widzów: 55 Sędzia główny: Kent Unwin Sędziowie liniowi: Imre Fehér Sæmundur Leifsson |
| Godzina: 10:00 | 24 min. kar |                      | 20 min. kar | Widzów: 55 Sędzia główny: Kent Unwin Sędziowie liniowi: Imre Fehér Sæmundur Leifsson |

Mecz o piąte miejsce
| 19 stycznia 2020 | Bułgaria | 6:1 | Nowa Zelandia | Zimowy Pałac Sportu, Sofia |

| Szczegóły      | Szczegóły   | Szczegóły       | Szczegóły   | Szczegóły                                                                           |
| -------------- | ----------- | --------------- | ----------- | ----------------------------------------------------------------------------------- |
| Godzina: 13:30 |             | (2:0, 2:1, 2:0) |             | Widzów: 510 Sędzia główny: Liu Jiaqi Sędziowie liniowi: Gao Yinfeng Stef Oosterling |
| Godzina: 13:30 | 44 min. kar |                 | 12 min. kar | Widzów: 510 Sędzia główny: Liu Jiaqi Sędziowie liniowi: Gao Yinfeng Stef Oosterling |

Mecz o trzecie miejsce
| 19 stycznia 2020 | Turcja | 4:2 | Meksyk | Zimowy Pałac Sportu, Sofia |

| Szczegóły      | Szczegóły   | Szczegóły       | Szczegóły   | Szczegóły                                                                                    |
| -------------- | ----------- | --------------- | ----------- | -------------------------------------------------------------------------------------------- |
| Godzina: 17:00 |             | (1:1, 1:1, 2:0) |             | Widzów: 250 Sędzia główny: Sakari Suominen Sędziowie liniowi: Barna Kis-Király Graham Rodger |
| Godzina: 17:00 | 14 min. kar |                 | 32 min. kar | Widzów: 250 Sędzia główny: Sakari Suominen Sędziowie liniowi: Barna Kis-Király Graham Rodger |

Finał
| 19 stycznia 2020 | Islandia | 4:1 | Australia | Zimowy Pałac Sportu, Sofia |

| Szczegóły      | Szczegóły   | Szczegóły       | Szczegóły   | Szczegóły                                                                                     |
| -------------- | ----------- | --------------- | ----------- | --------------------------------------------------------------------------------------------- |
| Godzina: 20:30 |             | (1:0, 2:0, 1:1) |             | Widzów: 350 Sędzia główny: Anton Gofman Sędziowie liniowi: Christoph Barnthaler Arciom Łabzau |
| Godzina: 20:30 | 22 min. kar |                 | 10 min. kar | Widzów: 350 Sędzia główny: Anton Gofman Sędziowie liniowi: Christoph Barnthaler Arciom Łabzau |

Ostateczna kolejność
| Lp.   | Drużyna           |
| ----- | ----------------- |
| złoto | Islandia          |
|       | Australia         |
|       | Turcja            |
| 4     | Meksyk            |
| 5     | Bułgaria          |
| 6     | Nowa Zelandia     |
| 7     | Chińskie Tajpej   |
| 8     | Południowa Afryka |

Statystyki indywidualne
- Klasyfikacja strzelców:  Axel Orongan: 8 goli[1]
- Klasyfikacja asystentów:  Axel Orongan: 8 asyst[2]
- Klasyfikacja kanadyjska:  Axel Orongan: 16 punktów[3]
- Klasyfikacja kanadyjska obrońców:  Gonzalo Hagerman: 11 punkty[4]
- Klasyfikacja +/−:  Axel Orongan: +13[5]
- Klasyfikacja skuteczności interwencji bramkarzy:  Seb Woodlands: 90,32%[6]
- Klasyfikacja średniej goli straconych na mecz bramkarzy:  Johann Ragnarsson: 1,93%[6]
- Klasyfikacja minut kar:  Gonzalo Hagerman: 32 minut[7]

Nagrody indywidualne
Dyrektoriat turnieju wybrał trójkę najlepszych zawodników, po jednym na każdej pozycji:
- Bramkarz:  Seb Woodlands
- Obrońca:  Gonzalo Hagerman
- Napastnik:  Axel Orongan